# Abraham Maslow
Abraham (Harold) Maslow (1 tháng 4 năm 1908 – 8 tháng 6 năm 1970) là một nhà tâm lý học người Mỹ. Ông được thế giới biết đến qua mô hình nổi tiếng Tháp nhu cầu và được coi là cha đẻ của tâm lý học nhân văn (humanistic psychology).

## Sách của Maslow
- Comprehensive bibliography of Maslow's Works
- A Theory of Human Motivation Lưu trữ ngày 10 tháng 11 năm 2006 tại Wayback Machine (1943, originally published in Psychological Review, 50, 370-396. Available online.)
- Motivation and Personality (1st edition: 1954, 2nd edition: 1970)
- Eupsychian Management (1965, republished as Maslow on Management, 1998)
- The Psychology of Science: A Reconnaissance New York: Harper & Row, 1966; Chapel Hill: Maurice Bassett, 2002.
- Toward a Psychology of Being (2nd Edition: 1968) -Excerpts (1955-1957)
- The Farther Reaches of Human Nature[liên kết hỏng] (1971)